# Mancomunitat de Tramuntana
La Mancomunitat de Tramuntana és una mancomunitat de municipis de l'illa de Mallorca, que agrupa els municipis de tota la Serra: Andratx, Banyalbufar, Bunyola, Calvià, Deià, Escorca, Esporles, Estellencs, Fornalutx, Pollença, Puigpunyent, Sóller i Valldemossa.
El seu nom prové del fet que tots els municipis que l'integren estan situats a la Serra de Tramuntana.
La Mancomunitat es va constituir formalment l'any 1987 amb l'objectiu de donar serveis compartits als municipis de la Serra, especialment als més petits. Durant els seus primers anys, l'entitat va operar amb recursos limitats, sense infraestructures pròpies, fet que va dificultar-ne la gestió.
A partir de la dècada de 2020, la Mancomunitat ha consolidat una estructura més robusta, amb la creació de places de gerència i administració per millorar la gestió. També s'ha establert una seu pròpia a la finca pública de Raixa, cedida pel Consell de Mallorca. Aquest procés de transformació ha permès ampliar el nombre de municipis actius, incloent-hi el retorn de Fornalutx i la incorporació de Pollença, que abans formava part de la desapareguda Mancomunitat Nord.